# Мошинская, Станислава-Ванда Иосифовна
Станислава-Ванда Иосифовна Мошинская (1917—1980) — советская учёная, историк и археолог.
Автор более 40 печатных работах, включая монографии. Её труды публиковались за рубежом — в Венгрии, Голландии, Канаде.

## Биография
Родилась 14 (27) марта 1917 года в городе Черкассы Киевской губернии в семье служащего. Её сестра — Янина-Ирена Иосифовна Мошинская (1920—2013), была женой композитора Бориса Чайковского.
В 1939 году окончила исторический факультет Московского университета по специальности древняя история и была оставлена в нём для продолжения обучения в аспирантуре. Окончила аспирантуру в 1942 году и в 1943 году защитила кандидатскую диссертацию на тему «Азиатский Боспор VI—IV вв. до н. э.».
Вся дальнейшая трудовая деятельность Ванды Мошинской была связана с Институтом археологии Академии наук СССР, где она начала работать в январе 1944 года и прошла путь от лаборанта до старшего научного сотрудника. Первоначально работала в секторе античной археологии, главным образом по вопросам, связанным с синдской проблематикой. В 1946 году перешла в сектор неолита и бронзы, где трудилась в качестве исследователя бронзового и раннего железного веков мало изученных областей Заполярья и Обь-Иртышского бассейна. Важную роль в формировании научных интересов Ванды Иосифовны сыграл её муж — В. Н. Чернецов, специалист в области археологии и этнографии Западной Сибири.
Начиная с 1946 года и до середины 1960-х годов В. И. Мошинская работала в труднейших условиях Сибирского Севера, участвуя более чем в 15 экспедициях Института археологии: Мангазейской, Иртышской, Обь-Иртышской, Западно-Сибирской. Также она руководила исследованиями ряда археологических памятников Западной Сибири.
Умерла 17 октября 1980 года в Москве.
Ванда Мошинская и Валерий Чернецов наследников не имели. В Научной библиотеке Томского государственного университета хранится библиотека советских ученых В. Н. Чернецова и С.-В. И. Мошинской, насчитывающая более 2000 томов. В её состав входят брошюры, журналы, авторефераты диссертаций и отдельные монографии по археологии, этнографии, лингвистике, фольклористике, искусству и истории Восточной Европы, Урала и Сибири XVIII—XX вв. на русском, английском, французском, венгерском, сербском и шведском языках.